# HD 8574
HD 8574 ist ein Gelber Zwerg der von seinem Planeten, HD 8574 b alle 225 Tage umkreist wird. Der Stern besitzt eine Spektralklasse von F8 und eine Masse von 1,04 Sonnenmassen.

## Entdeckung des Planeten
Der Planet wurde mit Hilfe der Radialgeschwindigkeitsmethode von C. Perrier et al. im Jahr 2001 entdeckt.

## Umlauf und Masse des Planeten
Der Planet umkreist seinen Stern in einer Entfernung von ca. 0,759 Astronomischen Einheiten und hat eine Masse von ca. 623,1 Erdmassen bzw. 1,96 Jupitermassen. Sein Radius beträgt Schätzungen zufolge 60.000 Kilometer.